# Сант'Елена Санита
Сант'Ѐлена Санѝта (на италиански: Sant'Elena Sannita) е село и община в Централна Италия, провинция Изерния, регион Молизе. Разположено е на 780 m надморска височина. Населението на общината е 260 души (към 2010 г.).